# إغير نوابوض (إداوزكريماون)
إغير نوابوض هو دُوَّار يقع بجماعة إيماون، إقليم تارودانت، جهة سوس ماسة في المملكة المغربية. ينتمي الدوّار لمشيخة إداوزكريماون التي تضم 28 دوار. يقدر عدد سكانه بـ 76 نسمة حسب الإحصاء الرسمي للسكان والسكنى لسنة 2004.

## روابط خارجية
- البوابة الوطنية للجماعات الترابية
- المندوبية السامية للتخطيط